# Karabin McMillan TAC-50
McMillan TAC-50 – wielkokalibrowy karabin wyborowy produkcji amerykańskiej.

## Opis
Karabin ten został skonstruowany w amerykańskiej firmie McMillan Bros. Rifles Co. jako broń do rażenia celów lekko opancerzonych jak i siły żywej przeciwnika. Cechuje go duża celność na bardzo dużych dystansach. Karabin jest używany w armii kanadyjskiej jako podstawowa broń wyborowa.

## Konstrukcja
Karabin powtarzalny, wyposażony w czterotaktowy zamek ślizgowo-obrotowy. Broń posiada typową dla współczesnych karabinów wyborowych lufę samonośną. Zasilanie odbywa się z 5-nabojowego magazynka pudełkowego. Łoże wykonane z lekkich polimerów posiada regulowaną, składaną na bok kolbę zakończoną gumową stopką. Standardowo karabin wyposażony jest w składany dwójnóg. Broń nie posiada otwartych przyrządów celowniczych, celowanie odbywa się przy użyciu różnych rodzajów celowników teleskopowych lub elektrooptycznych mocowanych na szynie Picatinny.

## Rekord potwierdzonego trafienia
Do tego karabinu należy rekord potwierdzonego trafienia z dystansu 3540 metrów z czerwca 2017 roku, oraz rekord 2450 m z 2002 roku przez kanadyjskiego strzelca Roba Furlonga. Ten ostatni rekord został pobity przez brytyjskiego strzelca Craiga Harrisona, który oddał celny strzał na odległość 2475 metrów z karabinu Accuracy International L115A3.